# Abernathy, Texas
Abernathy là một thành phố thuộc quận Hale, tiểu bang Texas, Hoa Kỳ. Năm 2010, dân số của xã này là 2805 người.

## Dân số
- Dân số năm 2000: 2839 người.
- Dân số năm 2010: 2805 người.